# Политика Квебека
Поли́тика Квебе́ка основывается на парламентарном режиме британского типа и вестминстерской системе. Британская парламентская система, введённая в провинции Нижняя Канада в 1791, впоследствии многократно и значительно изменялась и развивалась. Ниже на схеме представлена работа действующей политической системы в Квебеке после реформы 1968 года. До этой реформы парламент Квебека был двухпалатным.
Квебекские политические учреждения являются одними из старейших в Северной Америке: история квебекского парламента восходит к 1791.

## Парламент Квебека
Квебекский парламент обладает законодательной властью. Он состоит из Национального собрания и лейтенант-губернатора Квебека.

### Лейтенант-губернатор
Являясь в настоящее время скорее символической, чем действительной должностью, лейтенант-губернатор представляет Королеву Канады в Квебеке. Теоретически, он назначается Королевой по совету Премьер-министра Канады (что на практике значит, что он назначается федеральным правительством Канады), даёт королевскую санкцию на законы, принятые Национальным собранием, и, опять-таки лишь теоретически, обладает полномочием отказать в санкции.
С 7 июня 2007 лейтенант-губернатором Квебека является господин Пьер Дюшен.

### Национальное собрание Квебека
Национальное собрание Квебека — это палата избранников в квебекской парламентской системе. 125 представителей населения Квебека (примерно один депутат на 45 000 избирателей) избраны по униноминальной мажоритарной избирательной системе в один тур. После упразднения в декабре 1968 Законодательного совета всеми полномочиями по вопросам законодательства на провинциальном уровне обладает Национальное собрание.

## Правительство Квебека

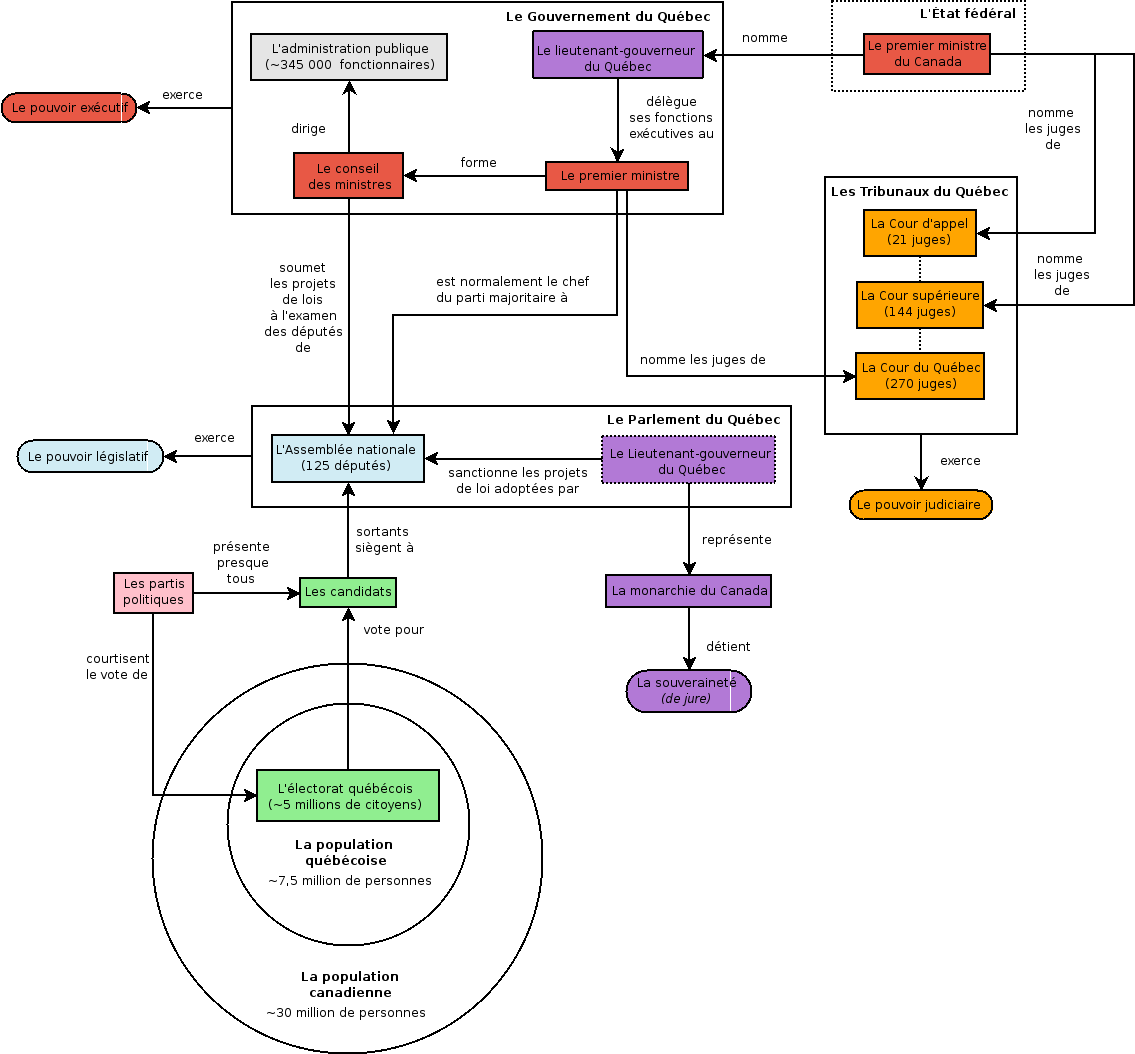
Организация власти в Квебеке

## Органы правительства

### Комиссия по правам человека и правам молодёжи
Комиссия по правам человека и правам молодёжи — правительственное учреждение, созданное на основании Хартии прав и свобод человека в 1975. Комиссия может проводить в жизнь и защищать права человека во всех правительственных учреждениях.

### Квебекское управление французского языка
Квебекское управление французского языка — правительственное учреждение, основанное в 1961.
Сначала она должна была улучшить качество французского языка в Квебеке. Закон 63 1969 расширил её полномочия, доверив ей право на обследования и рекомендации. Закон об официальном языке (или Закон 22) 1974 заменил её на Управление языка с расширенными полномочиями, которое должно было следить за применением и уважением языка. Хартия французского языка (или Закон 101) учредила, наконец, три организации: Управление, занимающееся программами офранцуживания и терминологической работой, Совет, оценивающий языковую ситуацию, и Наблюдательную комиссию — настоящую языковую полицию, занимающуюся нарушениями закона.

### Совет по положению женщин
Совет по положению женщин, учреждённый в 1973,— исследовательский и консультационный совет, занимающийся проведением в жизнь и защитой прав и интересов женщин в Квебеке.

### Комиссия по доступу к информации Квебека
Первая в Северной Америке Комиссия по доступу к информации Квебека (КДИ) — учреждение, созданное в 1982 для управления объективной составляющей Закона о доступе к информации и защите личных данных (L.R.Q., c. A-2.1). Этот закон регулирует доступ к административным документам и документам, содержащим личные данные об отдельных людях и хранящимся в публичных учреждениях Квебека (правительственных органах и министерствах, государственных учреждениях образования и здравоохранения, муниципальных организациях).
Закон о защите личных данных в частном секторе (L.R.Q., c. P-39.1), контроль за исполнением которого был также возложен на КДИ, был введён в силу Национальным собранием Квебека в 1994. На основании этого закона любой человек может получить доступ к любым касающимся его личным данным, которые хранятся на предприятии, работающем в Квебеке. Конечно, эти два закона предусматривают и некоторые исключения.
Оба закона предусматривают механизмы исправления личных данных.
Первым законом, касавшимся защиты частной жизни, был Закон о защите потребителей, принятый в 1971. Этот закон гарантировал каждому право на доступ к своей кредитной истории. Немного позже Кодекс профессий начал защищать некоторые принципы, включая профессиональную тайну и секретность личных данных.
В настоящее время КДИ является единственным административным судоподобным образованием, способным разрешать споры между любым человеком, с одной стороны, и квебекским государством или предприятиями, работающими в Квебеке, с другой, на основании Закона о доступе к документам публичных учреждений и защите личных данных и Закона о защите личных данных в частном секторе. КДИ может также проводить расследования на предмет соблюдения этих двух законов публичными учреждениями или предприятиями.

### Гражданский защитник
Назначаемый Национальным собранием гражданский защитник получает и обрабатывает жалобы от людей, корпораций или ассоциаций, считающих, что им нанесён ущерб со стороны правительства или что они являются жертвами заблуждения или несправедливости. Закон о гражданском защитнике определяет его полномочия, позволяющие вести расследования. Гражданский защитник имеет общественный договор с квебекским населением по обеспечению открытости государства.

## Политические партии
По результатам выборов 2014 г. в парламенте представлены:
- Либеральная партия Квебека
- Квебекская партия
- Коалиция за будущее Квебека
- Солидарный Квебек

Существует также ряд малочисленных партий: Зелёная партия Квебека (0,55 % голосов в 2014), Сторонники независимости (independentistes), марксистско-ленинистская, коммунистическая и др.

## Выборы
На основании Конституции Канады всеобщие выборы должны проходить не реже, чем каждые пять лет. В течение этого периода о выборах может объявить премьер-министр. Территория Квебека разделена на 125 избирательных округов; избиратели в каждом округе выбирают одного депутата, впоследствии представляющего округ в Национальном собрании Квебека. Если депутат умирает или оставляет свои полномочия в период между всеобщими выборами, в его округе не позднее, чем через шесть месяцев проходят частичные выборы для обеспечения представления этого округа в Национальном собрании.

### Начальник главного управления выборов Квебека
Назначаемый Национальным собранием на семилетний срок начальник главного управления выборов Квебека (НГУВК) управляет квебекской избирательной системой. Он отвечает за применение Избирательного закона, Закона о всенародном опросе и части Закона о выборах и референдумах в муниципалитетах. НГУВК руководит Комиссией по выборному представительству и может проводить расследования на предмет нарушений на выборах и референдумах.

## Судебная власть
Квебекскими общими судебными учреждениями являются Суд Квебека, Высший суд Квебека, Апелляционный суд Квебека и Суд по правам человека. Судьи Апелляционного и Высшего судов назначаются премьер-министром Канады по рекомендации, тогда как судьи других судов назначаются после отбора правительством Квебека.

## Областные и муниципальные учреждения
Обширная территория Квебека разделена на 17 административных областей: Абитиби-Темискаминг, Гаспези — Острова Мадлен, Капиталь-Насьональ, Кот-Нор, Лаваль, Лаврентиды, Ланодьер, Монреаль, Монтережи, Мориси, Низовье Святого Лаврентия, Оттава, Сагеней — Озеро Сен-Жан, Северный Квебек, Центральный Квебек, Шодьер-Аппалачи и Эстри.
С 2004 каждая область имеет Областную выборную конференцию (ОВК), отвечающую за областную координацию и планирование. ОВК состоят из муниципальных избранников области, которые берут себе в помощники представителей социально-экономической сферы для помощи в исполнении своих обязанностей.
Эти области разделены, в свою очередь, на 103 графства или эквивалентных территории и 1100 муниципалитетов.

## Школьные комиссии
1 июля 1998 взамен 153 католических и протестантских комиссий было создано 72 языковых школьных комиссии (60 франкоязычных, 9 англоязычных и 3 обслуживающих коренных жителей). После 30 лет обсуждения единогласное голосование Национального собрания позволило добиться того, что канадский парламент исправил статью 93 Конституционного акта 1982.

## Международные организации
Квебек как несуверенное государство играет определённую международную роль, принимая во внимание, что в канадской конституции ничего не сказано по этому поводу. Лишь в статье 132 Конституции 1867 упоминается, что всеми полномочиями для выполнения обязательств Канады по отношению к иностранным государствам обладает Правительство Канады как части Британской империи. Между тем, эта статья утратила силу при принятии Вестминстерского статута 1931.
В настоящее время основой внешней политики провинции служит доктрина Жерена-Лажуа. Обычно главным в ней считается тезис о расширении внутренней компетенции провинции до международной. Эта доктрина подкреплена тем, что её ещё никто не оспаривал, несмотря на чередование федералистского и сепаратистского правительств. Это позволяет правительству Квебека развивать свою парадипломатию. Например, квебекское правительство имеет своё министерство международных сношений, участвует в международной организации стран французского языка и имеет свои собственные контакты за границей.
При содействии своего гражданского общества Квебек также представлен в ряде международных организаций и форумов, включая ЮНЕСКО (где право присутствия было предоставлено ему федеральным правительством), Клоунов без границ, Oxfam, Всемирный общественный форум, общественный форум Америки, Всемирное движение женщин, ATTAC и т. д.

## Политические события

### Скандал финансирования
В 2004 федеральное правительство становилось всё менее и менее популярным у квебекцев из-за скандала финансирования. Генеральный контролёр Канады утверждала, что с 1995 для продвижения канадского единства во время и после референдума о суверенитете Квебека использовалась незаконная касса. Она также обнаружила, что, несмотря на квебекские законы о референдумах, лагерем «Нет» было использовано в девять раз больше денег (при поддержке федерального правительства), чем лагерем «Да». К тому же, различные свидетельства вскрыли, что федеральное правительство ускорило процесс натурализации иммигрантов для нейтрализации референдума. Эти разоблачения вместе со скандалом о Выборе Канады, раскрытым в конце 2005, подвергают сомнению со стороны сепаратистов результаты референдума 1995 в Квебеке, на котором с крайне небольшим отрывом одержал верх лагерь «Нет».

### Андре Буаклер и Солидарный Квебек
15 ноября 2005 Андре Буаклер был избран главой Квебекской партии после борьбы за руководство политической партией, противостоя, в том числе, и Полине Моруа. После короткого и спорного срока Андре Буаклер уходит в отставку, и главой партии избирается Полина Моруа.
В феврале 2006 была основана новая политическая партия. В партии «Солидарный Квебек», объединившей в себе Союз прогрессивных сил (СПС) и Гражданский выбор, есть два официальных представителя: женщина Франсуаза Давид и мужчина Амир Хадир. Эта левая партия называет себя экологистской, феминистской, демократической, антиглобалистской и автономистской; она насчитывает более 7000 членов и имеет полную политическую программу. 8 декабря 2008 эта партия получила одно кресло в Национальном собрании, когда Амир Хадир был избран в округе Мерсье.

### Политика Квебека
| - Квебекские политические партии - Квебекские всеобщие выборы - Премьер-министр Квебека | - Список провинциальных избирательных округов Квебека - Хронология истории Квебека |

### Другая политика в Канаде
| - Политика Канады - Политика Онтарио - Политика Британской Колумбии | - Политика Альберты - Политика Острова Принца Эдуарда |